# Powerage
Powerage — п'ятий австралійський та четвертий міжнародний студійний альбом австралійського хард-рок гурту AC/DC, презентований лейблом Atlantic Records 5 травня 1978 року. Цей альбом став першим в історії гурту, який був майже одночасно випущений в Австралії та США, причому версії не відрізняються одна від одної ані змістом, ані обкладинкою. Щоправда, європейська версія цього альбому дещо відрізняється — вона містить на одну пісню більше («Cold Hearted Man») та змінений порядок пісень.

## Про альбом
Даний альбом став дебютним у складі AC/DC для бас-гітариста  Кліффа Вільямса, який був прийнятий в групу у 1977 році  після того, як групу залишив Марк Еванс. Однак через те, що у Вільямса були проблеми із отриманням дозволу на в'їзд до Австралії, деякий час роль басиста групи виконував продюсер і брат гітаристів групи  Ангуса і  Малколма Янгів, Джордж Янг.
Також альбом Powerage є передостаннім, який спродюсували Гаррі Ванда і Джордж Янг. Після цього альбому вони припинять роботу з групою до 1988 року (коли стануть продюсерами альбому Blow Up Your Video), а новим продюсером стане Роберт Джон Ланж, з яким група доб'ється найбільшого успіху та всесвітньої популярності.
Пісні «Rock'n'Roll Damnation» і «Cold Hearted Man» у 2010 році увійшли в саундтрек до фільму Залізна людина 2. Пізніше AC/DC випустили збірник AC/DC: Iron Man 2, який включає ці пісні.
У 2006 році альбом увійшов до опублікованого журналом Classic Rock списку «100 найвагоміших британських рок-альбомів», в якому він зайняв 65-е місце. Крім Powerage, туди також увійшли такі альбоми AC/DC як Back in Black, Highway to Hell і Let There Be Rock, навіть незважаючи на те, що дана група, сформована в Сіднеї, не є британською. Насправді при створенні цього списку «британськими» вважалися групи, основна творча сила яких була народжена у Великій Британії. Тому AC/DC, у складі яких австралійцем на момент запису альбому був тільки Філ Радд, були дозволені в голосуванні, а Джиммі Хендрікс - ні.

## Список композицій

### Австралійська та міжнародні версія
Всі пісні написані Ангусом Янгом, Малколмом Янгом і Боном Скоттом
| #  | Назва                     | Тривалість |
| -- | ------------------------- | ---------- |
| 1. | «Rock 'n' Roll Damnation» | 3:37       |
| 2. | «Down Payment Blues»      | 6:03       |
| 3. | «Gimme a Bullet»          | 3:21       |
| 4. | «Riff Raff»               | 5:11       |
| 5. | «Sin City»                | 4:45       |
| 6. | «What's Next to the Moon» | 3:31       |
| 7. | «Gone Shootin'»           | 5:05       |
| 8. | «Up to My Neck in You»    | 4:13       |
| 9. | «Kicked in the Teeth»     | 3:53       |

### Європейська версія
Всі пісні написані Ангусом Янгом, Малколмом Янгом і Боном Скоттом
| #   | Назва                     | Тривалість |
| --- | ------------------------- | ---------- |
| 1.  | «Rock 'n' Roll Damnation» | 3:06       |
| 2.  | «Gimme a Bullet»          | 3:20       |
| 3.  | «Down Payment Blues»      | 5:40       |
| 4.  | «Gone Shootin'»           | 5:22       |
| 5.  | «Riff Raff»               | 5:14       |
| 6.  | «Sin City»                | 4:45       |
| 7.  | «Up to My Neck in You»    | 4:12       |
| 8.  | «What's Next to the Moon» | 3:42       |
| 9.  | «Cold Hearted Man»        | 3:32       |
| 10. | «Kicked in the Teeth»     | 3:58       |

## Музиканти
- Бон Скотт — вокал
- Анґус Янґ — електрогітара
- Малколм Янґ — ритм-гітара, бек-вокал
- Вільямс Кліфф  — бас-гітара, бек-вокал
- Філ Радд — барабани

## Чарти
| Рік  | Країна          | Чарт                                      | Позиція |
| ---- | --------------- | ----------------------------------------- | ------- |
| 1978 | Австралія       | Australian Kent Music Report Albums Chart | 22      |
| 1978 | США             | Billboard 200                             | 133     |
| 1978 | Велика Британія | UK Albums Chart                           | 26      |
| 1978 | Швеція          | Sverigetopplistan                         | 19      |
| 1978 | Нідерланди      | MegaCharts                                | 15      |

## Сертифікація
| Країна          | Продажі   | Сертифікація |
| --------------- | --------- | ------------ |
| США             | 1,000,000 | Платиновий   |
| Велика Британія | 60,000    | Срібний      |
| Німеччина       | 100,000   | Золотий      |